# Tournon-sur-Rhône
Tournon-sur-Rhône is een gemeente in het Franse departement Ardèche (regio Auvergne-Rhône-Alpes).  De plaats maakt deel uit van het arrondissement Tournon-sur-Rhône.
De stad ligt aan de rechteroever (westelijke kant) van de Rhône. Aan de overkant ligt het stadje Tain-l'Hermitage (Drôme). 
De gemeente telde 11.302 inwoners op 1 januari 2022. De agglomeratie Tournon telt zowat 30.000 inwoners aan beide oevers van de Rhône. 
Bezienswaardig zijn het Kasteel van Tournon en de voormalige residentie van de markies de la Tourette.

## Geschiedenis
De oudste melding van Tournon dateert van 817. De heren, later graven van Tournon bouwden er hun kasteel op een granieten rots die uitkijkt over de Rhône. Het kasteel gaat terug tot omstreeks het jaar 1000, maar het actuele kasteel is 14e- en 16e-eeuws. De heren van Tournon bewoonden het kasteel tot in de 17e eeuw, waarna het dienst deed als gevangenis. In de jaren 1930 werd het een museum.
De stad ontwikkelde zich aan de voet van het kasteel en was volledig ommuurd. Er zijn rijke burgerhuizen, de collegiale kerk van Saint-Julien en een van de oudste lycea van Frankrijk (1536).
In 1825 bouwde de ingenieur Marc Seguin een eerste brug tussen Tain en Tournon over de Rhône. Het was de eerste grote hangbrug van het Europese continent. De brug werd in 1865 vernield. Seguin bouwde er tussen 1847 en 1849 nog een tweede, bredere brug, die nog altijd bestaat. In 1958 kwam er daarnaast een moderne hangbrug. Seguin heeft een standbeeld in Tournon. 

## Geografie
De oppervlakte van Tournon-sur-Rhône bedroeg op 1 januari 2022 21,01 vierkante kilometer; de bevolkingsdichtheid was toen 537,9 inwoners per km². 
De onderstaande kaart toont de ligging van Tournon-sur-Rhône met de belangrijkste infrastructuur en aangrenzende gemeenten.

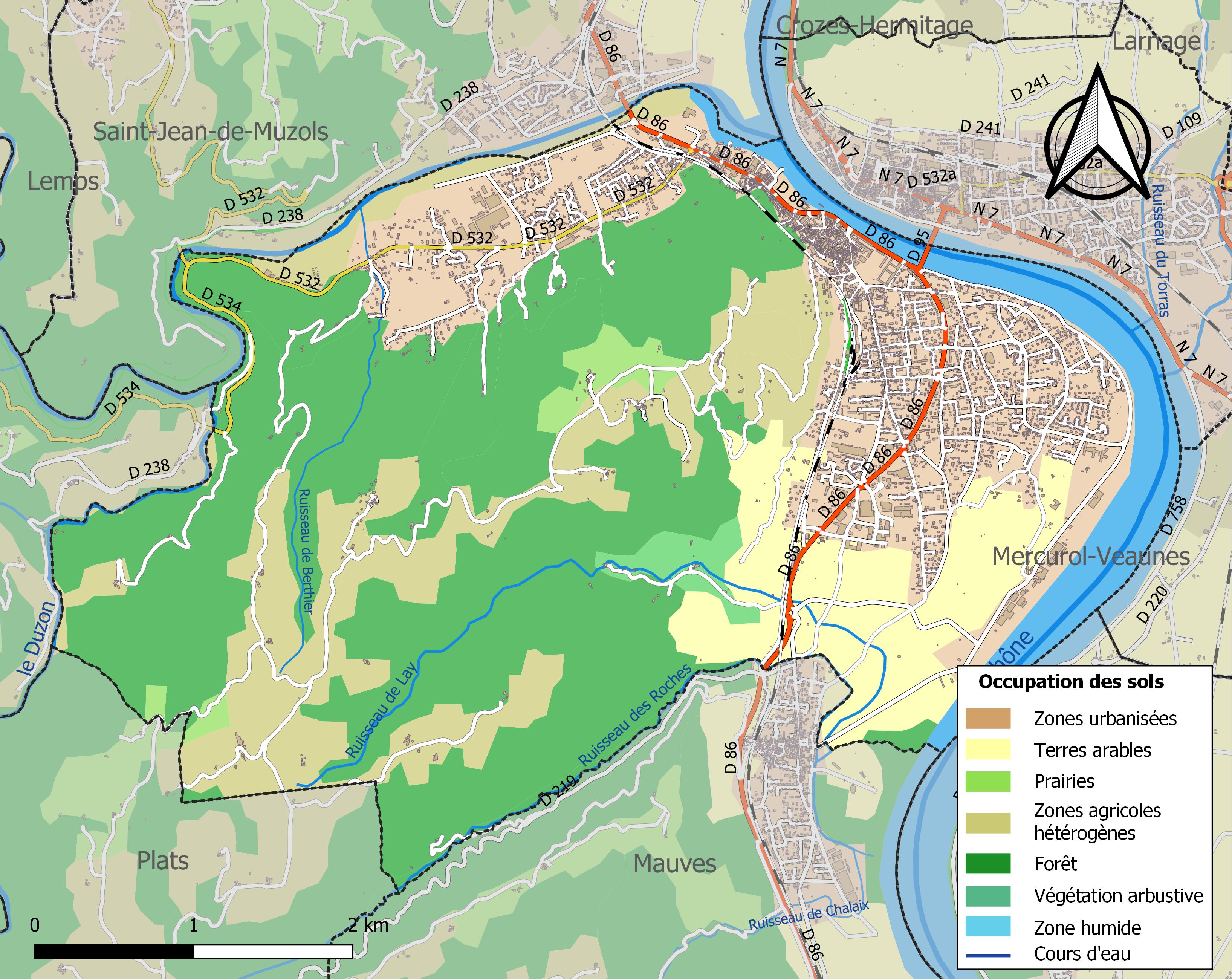

## Demografie
Onderstaande figuur toont het verloop van het inwonertal (bron: INSEE-tellingen).

Vanwege een beveiligingsprobleem met de MediaWiki Graph-software is het momenteel niet mogelijk deze grafiek weer te geven. Zodra de software is bijgewerkt zal de grafiek vanzelf weer zichtbaar worden.

## Afbeeldingen

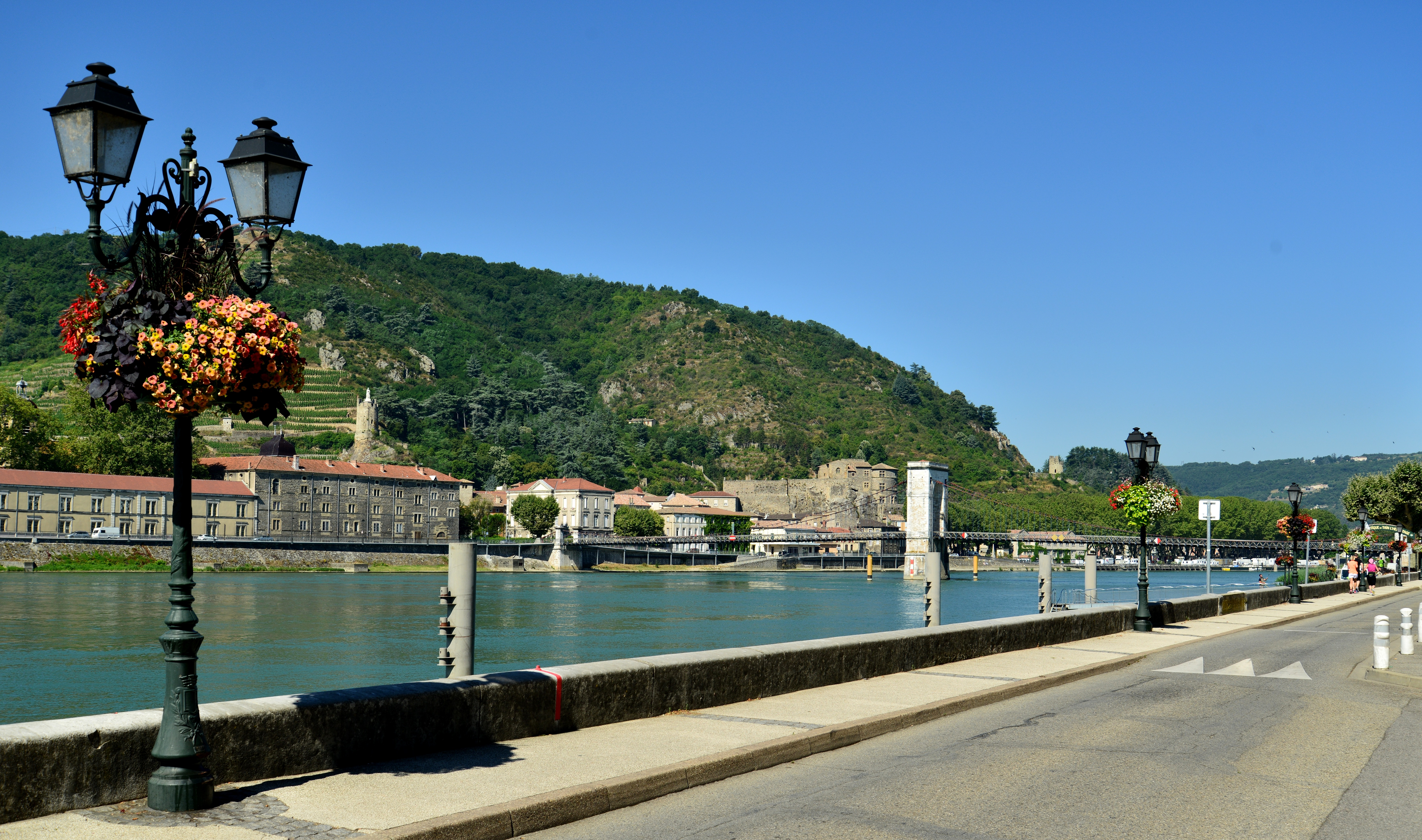
Gezicht op Tournon-sur-Rhône vanaf de linkeroever
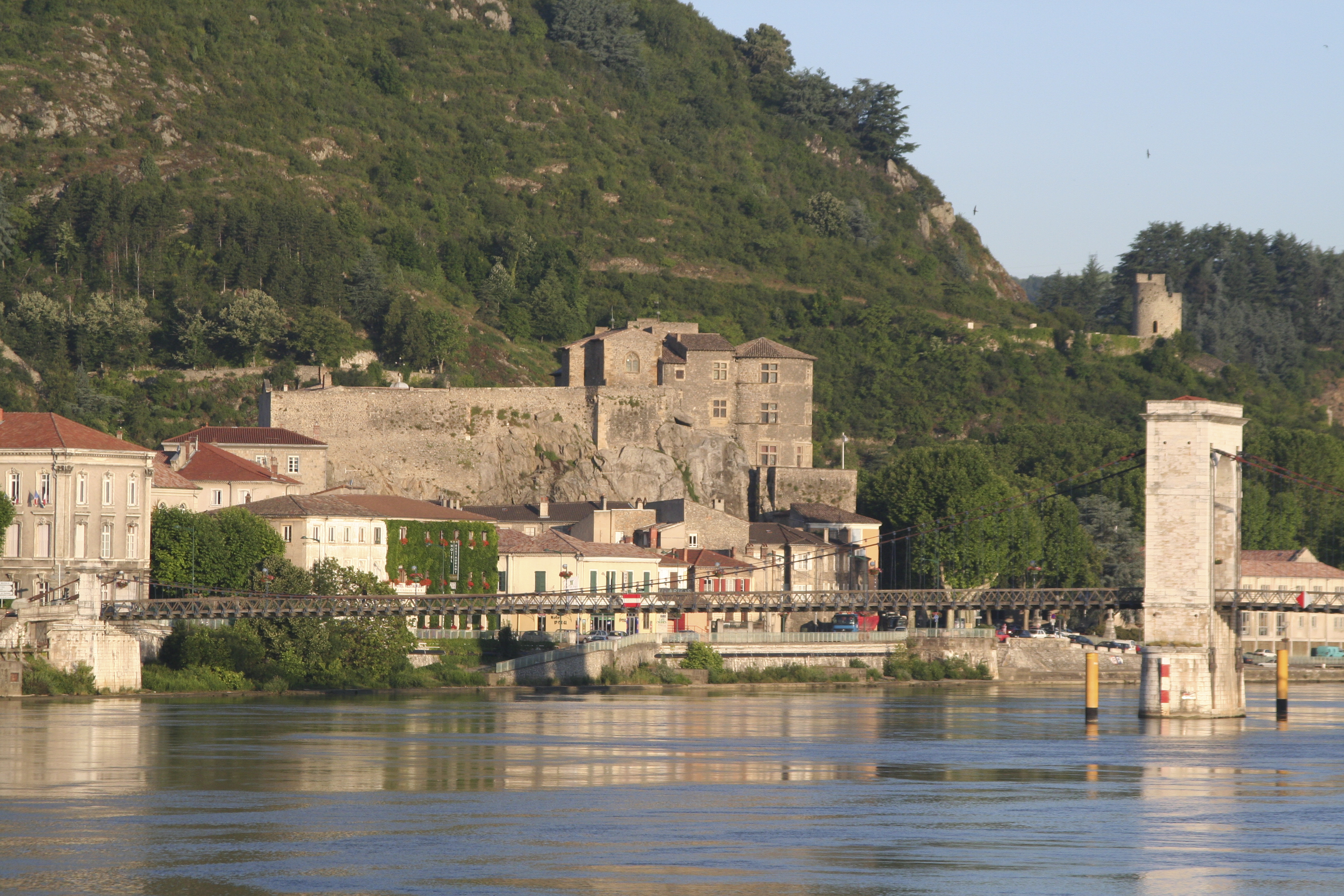
Château de Tournon
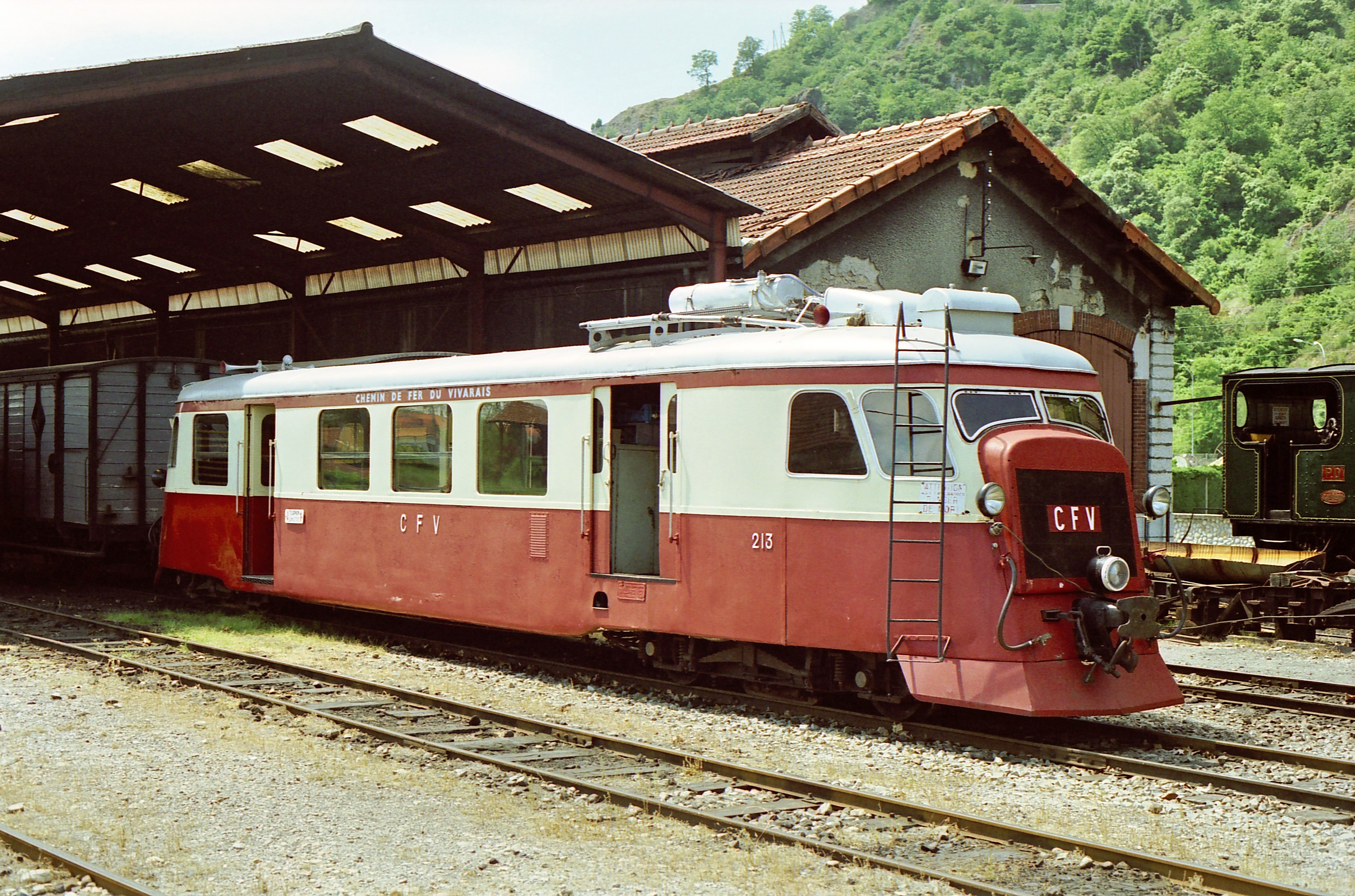
Railbus van de Chemin de fer du Vivarais

## Geboren in Tournon-sur-Rhône
- François de Tournon (1489-1562), kardinaal
- Antoine de La Rivoire de La Tourette (1751-1819), markies, prefect en generaal. Hij is geboren en stierf ook in Tournon-sur-Rhône.
- Sébastien Joly (1979), wielrenner